# Sint-Amanduskerk (Blaasveld)

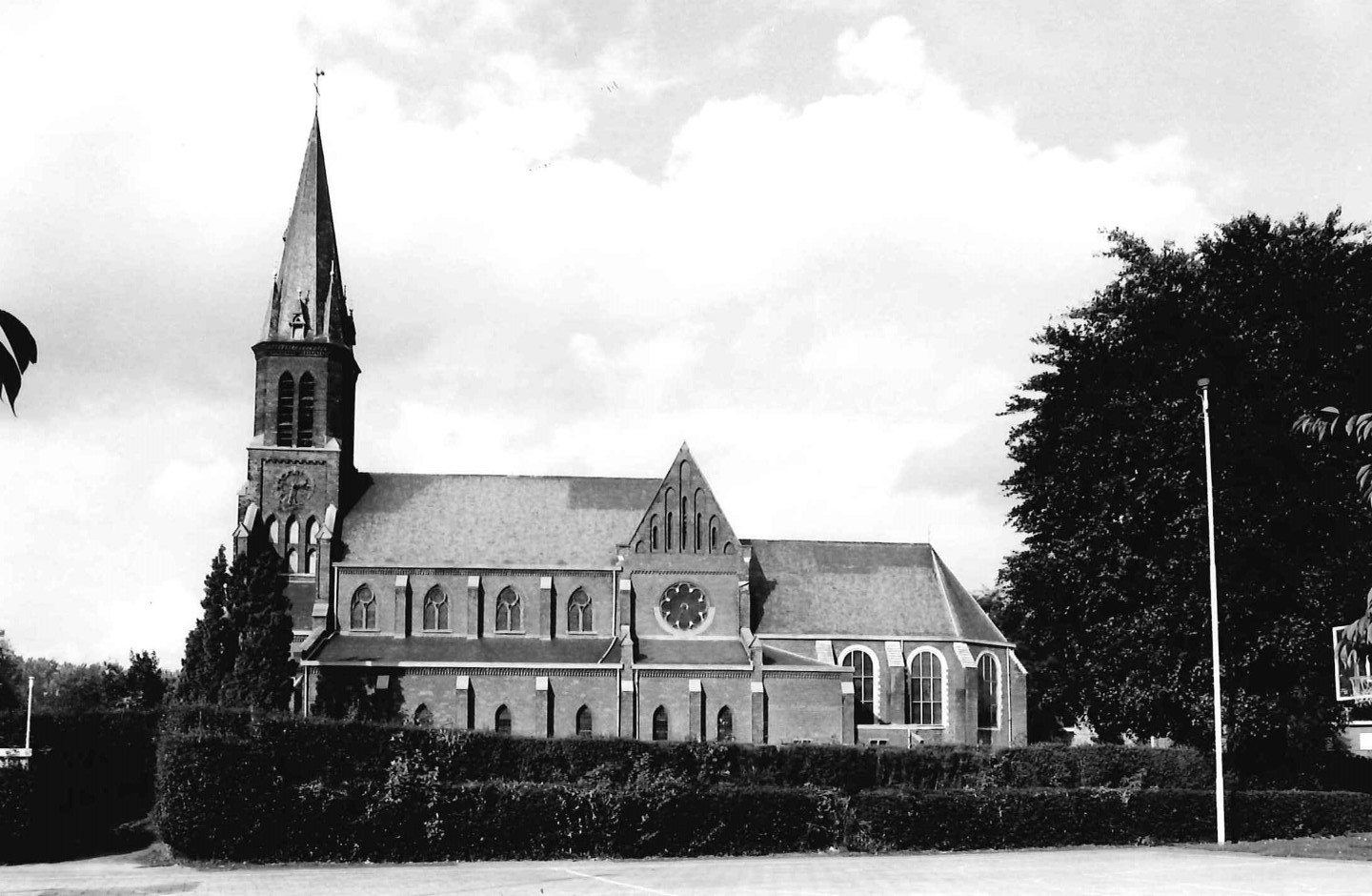
Sint-Amanduskerk

De Sint-Amanduskerk is de parochiekerk van de tot de Antwerpse gemeente Willebroek behorende plaats Blaasveld, gelegen aan de Mechelsesteenweg 129.

## Geschiedenis
Blaasveld kreeg waarschijnlijk einde 12e eeuw een bedehuis dat afhankelijk was van de parochie van Heffen. In 1323 werd Blaasveld een zelfstandige parochie en de heer Rudolf Pipenoy liet een kerk bouwen. Vooral einde 16e eeuw, tijdens de godsdiensttwisten, werd de kerk getroffen door overstromingen en in 1580 werd zij door de beeldenstormers verwoest.
In 1631 werd de kerk herbouwd in opdracht van Cosmas de Prant en Margaretha de Hornes. In 1864-1868 werd de kerk vergroot naar ontwerp van Joseph Schadde. Enkel het 17e- en 18e-eeuws koor van de oorspronkelijke kerk bleef daarbij behouden.
In 1914 werd, bij gevechten om het Fort van Breendonk, de kerk zwaar beschadigd. In 1922 werd de kerk herbouwd volgens het 19e-eeuws uitzicht, naar ontwerp van Edward Careels.

## Gebouw
Het betreft een georiënteerde bakstenen neogotische basilicale kruiskerk met een iets lager -en ouder-koor. Dit koor heeft een vijfzijdige koorsluiting. De voorgebouwde westtoren heeft vier geledingen.

## Interieur
Het classicistisch koor wordt overkluisd door een tongewelf, het kerkschip door kruisribgewelven.
De kerk bezit schilderijen als de Bewening van Christus (2e helft 16e eeuw), Aanbidding der herders en Jezus wordt met doornen gekroond (17e eeuw) en Emmaüsgangers (altaarstuk uit de 1e helft van de 18e eeuw).
16e-eeuwse beelden zijn Jezus aan het kruis en Sint-Anna-te-Drieën. Verder een Sint-Amandus uit de 2e helft van de 17e eeuw.
Het barok hoofdaltaar is uit de 1e helft van de 18e eeuw. De zijaltaren van 1865 zijn neogotisch. Het koorgestoelte en de biechtstoelen zijn 18e-eeuws. Het arduinen doopvont is van 1543.
Er zijn grafstenen van de familie de Prant en verder diverse grafstenen uit de 17e, de 18e en de 19e eeuw.
Ook hangt er vooraan in de rechter zijbeuk een van de enige beelden ter wereld waar Jezus gekleed aan het kruis hangt.